# Monforte da Beira

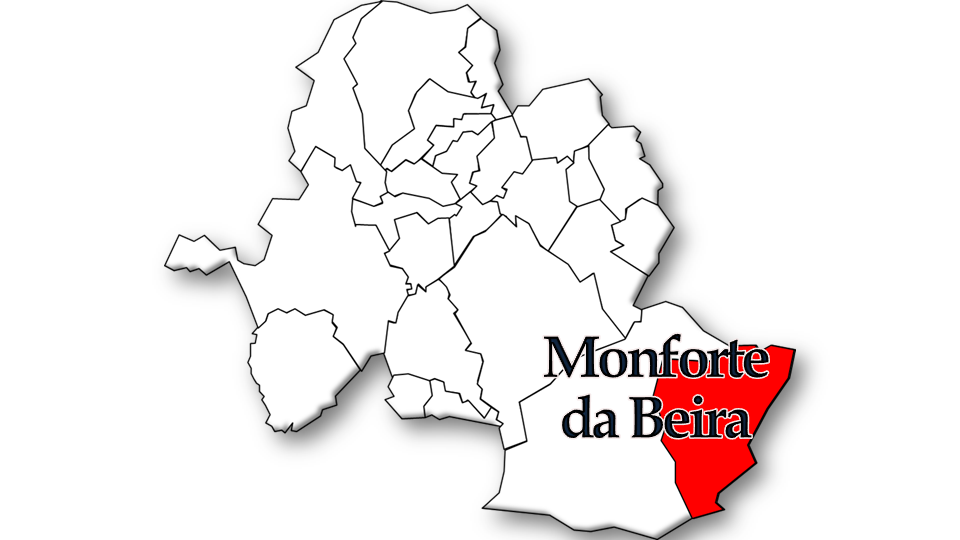
Localização no Município de Castelo Branco

Monforte da Beira é uma povoação portuguesa sede da Freguesia de Monforte da Beira do Município de Castelo Branco, freguesia com 120,36 km² de área e 320 habitantes (censo de 2021), tendo, por isso, uma densidade populacional de 2,7 hab./km².

## Demografia
A população registada nos censos foi:
| Distribuição da População por Grupos Etários | Distribuição da População por Grupos Etários | Distribuição da População por Grupos Etários | Distribuição da População por Grupos Etários | Distribuição da População por Grupos Etários |
| -------------------------------------------- | -------------------------------------------- | -------------------------------------------- | -------------------------------------------- | -------------------------------------------- |
| Ano                                          | 0-14 Anos                                    | 15-24 Anos                                   | 25-64 Anos                                   | > 65 Anos                                    |
| 2001                                         | 33                                           | 24                                           | 143                                          | 306                                          |
| 2011                                         | 35                                           | 22                                           | 112                                          | 209                                          |
| 2021                                         | 40                                           | 34                                           | 100                                          | 146                                          |

## Toponímia
Aglutinação de Monte + Forte (pois existiu um castelo até meados do século XVIII) adicionado de Beira, região histórica onde se inserem para diferenciar a povoação de outros locais como Monforte (no Alentejo), Monforte de Rio Livre (em Trás-os-Montes) e de Monforte de Lemos (na Galiza).

## História
A sua origem é bem conhecida: por volta de 1500, um cavaleiro da Ordem de Cristo, Jorge de Sousa, consegue atrair um grupo de 60 castelhanos, oriundos da povoação de Herrera de Alcantara para trabalhar numa granja em terras pertencentes à comenda de Santa Maria de Castelo Branco. A granja recém fundada encontra-se bem descrita no Tombo das Comendas da Ordem de Cristo de 1505. Em 1533, recebeu foral. Em 1537, a povoação tinha 50 fregueses e 200 almas e tinha a sua igreja matriz, construída sobre uma velha ermida, da qual restava ainda um arco triunfal considerado muito baixo. Além disso, nesse mesmo ano o visitador, Fr. António de Lisboa, achou que ainda faltava "forrar o altar de tábuas ou de azulejos, fazer um retábulo e uma imagem da Virgem". A igreja teve grandes obras na década de 1720. Em 1754, a granja tinha o nome alternativo de Alcachosa. Entre 1821 e 1823, os habitantes da freguesia enviaram duas petições às Cortes, comentadas num artigo de Albert Silbert.
Uma lenda de origem incerta e sem grande crédito conta que certos guardadores de gado, ao verem aproximar-se uma grande tempestade, e a inquietação dos animais, soltaram-nos para que procurassem o melhor local de abrigo. O local escolhido por esses animais é onde se encontra hoje em dia a aldeia de Monforte da Beira. Tem este nome porque duas serras que se situam em volta da aldeia surpreenderam os guardadores de gado, os mesmos que por assim ser começaram a dizer que a aldeia estava guardada pelos ‘Montes Fortes’, a transformação ao longo dos tempos levou a Monforte da Beira, também para não se confundir com a vila de Monforte situada na região do Alentejo. »[carece de fontes?]

## A Freguesia
Monforte da Beira é a freguesia mais oriental que pertence ao Município de Castelo Branco. Faz fronteira com as freguesias de Malpica do Tejo, Ladoeiro e Rosmaninhal (estas duas últimas pertencentes ao Município de Idanha-a-Nova) e com Espanha. A sua área é superior à de Municípios como Lisboa ou Porto. Parte da freguesia está incluída no Parque Natural do Tejo Internacional. As localizações mais próximas são o Ladoeiro (a 12,2 km), Malpica (a 12,9 km) e as Cegonhas Novas.

## Património Histórico
- Igreja da Nossa Senhora da Ajuda, datada do século XVI: Altar-mor e laterais de talha dourada, do século XVIII
- Capela de S.António
- Alminhas
- Centro Paroquial de Monforte da Beira, construído por Nuno Teotónio Pereira
- Posto Fronteiriço da Guarda Fiscal, em Fraldona
- Castro romano do castelo, Identificado em 1908 por Francisco Tavares Proença Júnior, este castro data do Bronze Final (1000-800 a.C.) ao início da II Idade do Ferro (400-200 a.C.), encontrando-se ainda abundantes vestígios de cerâmica do período Bronze Final-Romano (Canas, 1999).

## Turismo
Além dos monumentos atrás citados é de salientar as minas proto-históricas e o Parque Natural do Tejo Internacional, onde se pode observar todo o tipo de aves e caça. Monforte possui também um alojamento local rústico e uma casa rústica alugavel.

## Gastronomia
- Bica d'azeite
- Sopa de Grão (Casamentos)
- Cabrito no Forno
- Ensopado de Cabrito
- Ensopado de Borrego
- Enchidos(Painhos,Morcelas,Chouriços,Farinheiras,Buchos)
- Laburdo
- Sopa de feijão com hortaliça

### Doçaria
- Broas de Mel
- Filhós Fritas
- Biscoitos
- Borrachões
- Argolas
- Esquecidos
- Bolos de tesourada

## Economia
As principais actividades económicas são a agricultura (olivicultura e fruticultura (citrinos), pastorícia (gado ovino), pequenas indústrias ligadas à agricultura (lagares de azeite) e comércio.

## Festas e Romarias
- S.João Baptista (23 e 24 de junho)
- Senhora da Ajuda (15 de agosto)
- Natal (com os madeiros dia 8 de dezembro)
- Festa de S.António.
- Festa do Divino Espírito Santo. (8 domingos a contar da Páscoa)
- Festa de S.Pedro (29 de junho)

## Feiras anuais
- Feira de São Lourenço, a 10 de agosto (já não se realiza e foi substituída por um mercado mensal que ocorre no 2º sábado de cada mês)
- Feira Da Bica D'Azeite

## Associações
- "Aldeia em Movimento- Associação Cultural Desportiva e Recreativa de Monforte da Beira"
- "Associação de Caçadores de Monforte da Beira"